# 5 koron czechosłowackich (1991)
5 koron (cz. 5 korun, słow. 5 korún) – czechosłowacka moneta obiegowa o nominale 5 koron bita w latach 1991–1992 i wycofana w roku 1993. Autorami wzoru byli Miroslav Rónai i Jiří Harcuba.

## Wzór
Zasadniczą część awersu zajmował herb Czeskiej i Słowackiej Republiki Federacyjnej – w polu czwórdzielnym naprzemiennie ułożony czeski koronowany lew o podwójnym ogonie oraz słowackie trójwzgórze z krzyżem patriarszym. Powyżej zapisano skrót nazwy kraju („ČSFR”), u dołu zaś rok bicia. Po obu stronach tarczy herbowej wolne miejsce wypełniono lipowymi gałązkami. Oznaczenie projektanta Miroslava Rónaia – inicjał „R” – zamieszczono poniżej daty.
Centralną część rewersu zajmowała odpowiadająca nominałowi monety cyfra arabska uzupełniona po lewej stronie określeniem („Kčs”). W górnej części monety, po prawej stronie umieszczono stylizowany kwiat, zaś w tle znajdowały się żurawie budowlane. U dołu zamieszczono oznaczenie projektanta („HARCUBA”).

## Nakład
Moneta według projektu z 1991 roku stanowiła modyfikację dwóch koron z 1972. Zmiana wzoru awersu spowodowana była odejściem od socjalistycznej nomenklatury i symboliki po upadku komunizmu. W zarządzeniu Banku Państwowego z dnia 14 lutego 1991 r. przewidziano, że nowe monety będą posiadały te same parametry fizyczne co wcześniejszy wariant, z uwzględnieniem jednak m.in. nowego herbu państwowego. Tym samym zastosowanie miały tu wytyczne zawarte w zarządzeniu Ministra Finansów z 28 lipca 1966 r. Zgodnie z zapisami monety bito z 7-gramowych (±2%) krążków wykonanych z miedzioniklu (80 części miedzi i 20 części niklu). Gotowa moneta miała średnicę 26 mm i grubość ok. 1,9 mm. Gładki rant monety zdobiony był ułożonymi naprzemiennie wklęsłymi rombami i falami (⬥ ~ ⬥).
Nowe monety zostały wyemitowane wraz z pozostałymi nominałami, 1 kwietnia 1991 roku, stanowiąc kontynuację poprzedniego wariantu z 1966 roku. Wyprodukowano zaledwie dwa roczniki w łącznej liczbie niespełna 29 mln sztuk. Większa część nakładu (ponad 18 mln sztuk) powstała w mennicy w Kremnicy, jednak dodatkowe 10 mln wybito w brytyjskiej mennicy Royal Mint w Llantrisant.
Monety wzoru z 1991 uległy denominacji już po rozpadzie Czechosłowacji jednocześnie ze swoimi poprzednikami z 1966 roku – z końcem listopada 1993 roku (zarówno w Czechach, jak i na Słowacji).